# Jelly Roll Morton
(Jelly Roll al pianista, entrando in un locale)
Jelly Roll Morton, pseudonimo di Ferdinand Joseph La Menthe (New Orleans, 20 settembre 1890 – Los Angeles, 10 luglio 1941), è stato un pianista e compositore statunitense, attivo durante il periodo di transizione dal ragtime agli albori del jazz.
Considerato anche da sé stesso il primo importante compositore ed esecutore di musica jazz della storia, fu autore di alcune delle più importanti e influenti composizioni della sua epoca, come Jelly Roll Blues, brano edito nel 1915 e riconosciuto come il primo pezzo jazz pubblicato.
Celebre per la sua personalità arrogante ed egocentrica, si attirò le antipatie dei suoi colleghi per il suo atteggiamento altezzoso ed esibizionista. Duke Ellington gli riconobbe soltanto "il talento di parlare di Jelly Roll Morton". Di sé diceva di aver "inventato il jazz nel 1902", di essere "il creatore del jazz - stomp - swing" e "il più grande compositore di temi hot del mondo". Fondò negli anni venti i Red Hot Peppers ed ebbe fortuna e fama. Fu travolto dalla grande depressione del 1929 e morì in povertà.

## Biografia
Ferdinand Joseph La Menthe, come risulta dal certificato di battesimo, nacque a New Orleans con buone probabilità il 20 settembre 1890, figlio di Ed La Menthe e di Louise Monette, creoli di origini haitiane, non uniti in matrimonio. La madre sposerà William Mouton pochi anni dopo; dall'anglicizzazione del cognome del patrigno deriva probabilmente il cognome d'arte Morton. Per decenni è rimasto incerto il vero anno di nascita, poiché in momenti diversi dichiarò versioni diverse al riguardo: alla moglie disse di esser nato nel 1886, su una polizza dichiarò il 1888, nei documenti della Biblioteca del Congresso di Washington risulta il 1885, mentre sulla lapide funeraria è riportato correttamente l'anno 1890.
Trascorse l'infanzia con la madrina e si applicò ben presto alla musica, studiando chitarra, trombone e, soprattutto, pianoforte.

## Gli inizi a New Orleans

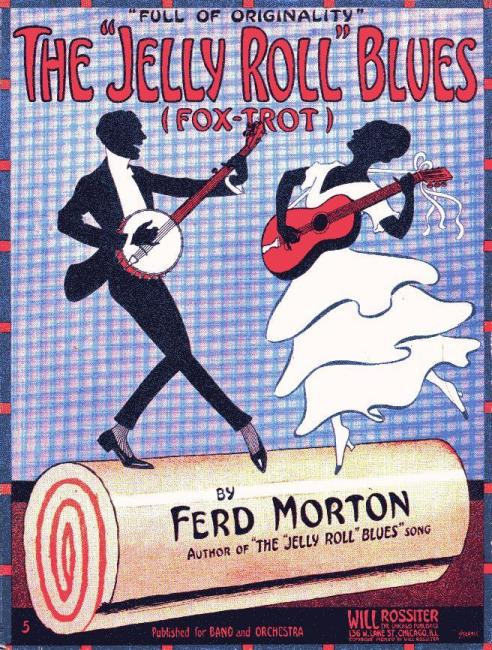
Morton dichiarò di aver scritto il "Jelly Roll Blues" nel 1905.

A diciassette anni fece il suo ingresso a Storyville, il quartiere a luci rosse di New Orleans, dove iniziò a suonare nei bordelli per allietare l'attesa dei clienti. Ricevette ben presto dei soprannomi relativi alle sue capacità di amatore: le ragazze gli diedero il nomignolo di winding boy, mentre in seguito lui stesso iniziò a farsi chiamare jelly roll.
Nel 1907 abbandonò New Orleans e affiancò alla carriera di musicista quella di giocatore di professione. Ben presto iniziò ad essere mal sopportato sia dai giocatori che dai pianisti: i primi venivano "spennati" al tavolo di gioco o al biliardo, gli altri venivano sfidati e umiliati al piano. I suoi modi di fare erano arroganti, altezzosi e sprezzanti e vestiva elegantissimo, con gran sfoggio di gemme e preziosi, ostentando oro e banconote; quando doveva esibirsi si avvicinava al piano con fare regale, cacciando via un eventuale altro pianista presente, poi toglieva il soprabito e lo riponeva con cura sullo strumento, ripuliva lo sgabello con un fazzoletto, si sedeva e iniziava a suonare, esordendo solitamente con ragtime veloce, per stupire il pubblico.
Nel 1917 si spostò a Los Angeles, dove sposò Anita Gonzales, a cui dedicò i temi Mamanita e Sweet Anita. Continuò a suonare nei locali, non senza difficoltà legate alla convivenza con i membri del suo complesso, che riteneva rozzi e inferiori.

## Chicago, le incisioni e il successo

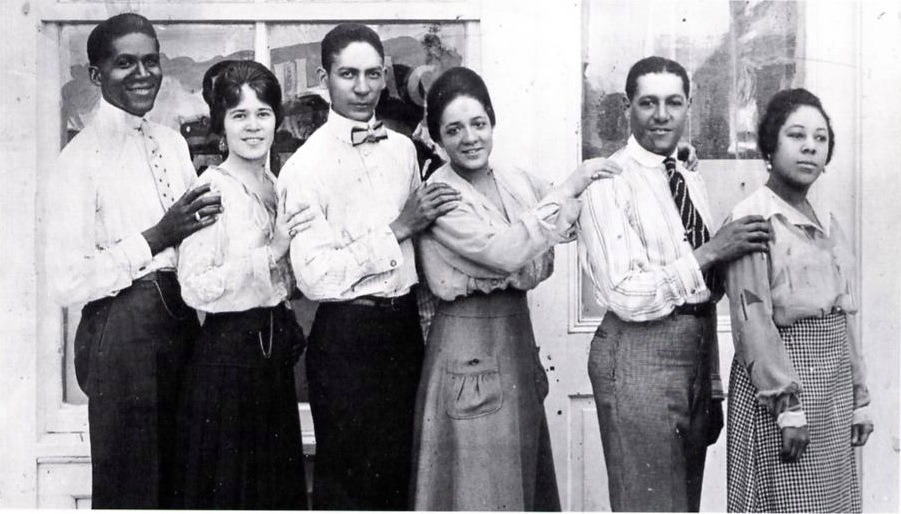
Morton (il 4º da destra) con Bricktop (alla sua destra) a Los Angeles nel 1918.

Nel 1923 si separò da Anita e si spostò a Chicago, dove fece fortuna con un pezzo intitolato Wolverines. Due editori, i fratelli Melrose, ne scrissero il testo e lo ribattezzarono Wolverine Blues, con grande disappunto di Morton, in quanto non si trattava di un blues. Lester Melrose ebbe a dire: 
Nello stesso periodo incise alcuni brani composti da lui, in cui si può notare un certo rigore nella scrittura e al contempo originalità e libertà di linguaggio, ma soprattutto una profonda differenza dal ragtime. In particolare le secche sincopi del ragtime venivano sostituite da alcune più complesse derivanti dal tango e dalle danze folkloristiche di origine europea, che Morton aveva avuto modo di ascoltare nei quartieri in cui era vissuto.
Nel 1926 riunì un complesso che chiamò Red Hot Peppers, composto dai migliori strumentisti del momento, per incidere una serie di brani che brillarono per originalità e qualità di esecuzione. I più famosi sono Black bottom stomp, Smoke house blues, The chant, Dead man blues, Doctor jazz, The pearls, Kansas City stomp e Wolverine blues, considerati capisaldi del jazz tradizionale. Data la bravura dei musicisti, Jelly Roll permise parti improvvisate lasciate alla discrezione dei solisti. I brani furono preparati con una meticolosità e una precisione che, per l'epoca, si potevano dire straordinarie.

## New York, durante la Grande Depressione
Nonostante il grande successo ottenuto dai dischi dei Red Hot Peppers, Morton cominciò a far fatica a trovare scritture nei locali: il suo modo di fare tracotante, che lo accompagnò fino all'ultimo, gli precluse molti ingaggi probabilmente nel momento peggiore della storia dell'America, ovvero agli inizi della grande depressione.
Gli anni 1929 e 1930 videro l'inizio di un rapido declino, al fianco della nuova compagna Mabel Bertrand. Nel 1935 la ragazza fu abbandonata con il pretesto di un viaggio a Washington per seguire degli affari legati al pugilato, ma in realtà Jelly Roll si stabilì per due anni in un locale notturno in cui lavorava come pianista, cassiere e direttore di sala.
Un ritorno di fiamma di notorietà fu causato inaspettatamente da una lettera di protesta che il compositore scrisse al presentatore di una trasmissione radiofonica, che aveva definito W. C. Handy come il padre del blues e soprattutto come l'"originator of jazz", titolo che Morton considerava suo di diritto da sempre. La lettera ebbe qualche ripercussione sull'ambiente jazzistico, sia per i toni e per le affermazioni, sia perché Morton la inviò anche al Baltimore Afro-American e al Down Beat di Chicago. La lettera riaccese l'interesse intorno a Jelly Roll e tra i vari appassionati grande importanza ebbe Alan Lomax, incaricato di creare una discoteca di musica folkloristica americana per la Biblioteca del Congresso. Tutto il materiale raccolto da Lomax venne integrato con testimonianze ed edito come libro intitolato Mister Jelly Roll.
L'interesse e le registrazioni per la Biblioteca gli permisero di partecipare a qualche jam session a New York, di rilasciare interviste e di incidere qualche altro disco; il successo che ebbe con i Red Hot Peppers era tuttavia ormai lontano.
Morì nel Country General Hospital di Los Angeles il 10 luglio 1941, due mesi prima del suo cinquantunesimo compleanno.

## Media
La figura di Jelly Roll Morton, pioniere nel campo del jazz e grande innovatore del mondo musicale in generale, è stata più volte inserita nel mondo cinematografico. Nel film La leggenda del pianista sull'oceano (1998) di Giuseppe Tornatore, tratto dal monologo teatrale Novecento di Alessandro Baricco, Morton viene interpretato da Clarence Williams III, nipote del celebre jazzista Clarence Williams, contemporaneo di Morton stesso. Nell'opera di Baricco e nel film di Tornatore il compositore sfida il protagonista Danny Boodman T.D. Lemon Novecento (interpretato da Tim Roth; in realtà gli attori nel film non hanno mai suonato il pianoforte e ad aver eseguito tutti i brani è la pianista Gilda Buttà), un pianista autodidatta incredibilmente capace che vive su un transatlantico dal quale non scende mai, in una gara al pianoforte, non riuscendo ad accettare l'idea che qualcuno sappia suonare meglio di lui; durante la gara vengono eseguiti Big Foot Ham, The Crave e Fingerbreaker e Morton viene battuto dalla maggiore abilità di Novecento, il quale, dopo aver ironicamente suonato due brani semplicissimi, esegue un pezzo così complesso e veloce da far diventare incandescenti le corde del piano.

## Composizioni
Lista delle composizioni di Morton in ordine alfabetico:
- "Big Foot Ham" (a.k.a. "Ham & Eggs")
- "Black Bottom Stomp"
- "Boogaboo"
- "Burnin' the Iceberg"
- "The Crave"
- "Creepy Feelin"
- "Doctor Jazz Stomp"
- "The Dirty Dozen"
- "Fickle Fay Creep"
- "Finger Buster"
- "Freakish"
- "Frog-I-More Rag"
- "Ganjam"
- "Good Old New York"
- "Grandpa's Spells"
- "Jungle Blues"
- "Kansas City Stomp"
- "King Porter Stomp"
- "London Blues"
- "Mama Nita"
- "Milenberg Joys"
- "Mint Julep"
- "Murder Ballad"
- "My Home Is in a Southern Town"
- "New Orleans Bump"
- "Pacific Rag"
- ''The Crave''
- "The Pearls"
- "Pep"
- "Pontchartrain"
- "Red Hot Pepper"
- "Shreveport Stomp"
- "Sidewalk Blues"
- "Stratford Hunch"
- ''Sweet Anita Mine''
- "Sweet Substitute"

- "Tank Town Bump"
- "Turtle Twist"
- "Why?"
- "Wolverine Blues"

## Discografia
- 1923–38 - Complete Edition (8xCD Box Set) (Masters Of Jazz, 1991-2001)
- 1939-40 - Last Sessions (The Complete General Recordings) (Commodore, 1997)
- 1938.00 - Jelly Roll Morton: The Complete Library of Congress Recordings, Vols. 1–8 (8xCD Box Set) (Rounder, 2005) _Originally (Masters of Jazz Recordings, 1970)

- (?) - The Piano Rolls (Nonesuch, 1997)

### Antologie
- 1923-30 - Rarities 1923-1930 (Jazz Oracle, ?)
- 1926–27 - Birth Of The Hot_The Classic Chicago "Red Hot Peppers" Sessions (1926-1927) (RCA Bluebird, 1985)
- 1926–1928 - The Pearls (RCA Bluebird, 1988)

## Onorificenze
- Jelly Roll Morton fu introdotto nella Rock and Roll Hall of Fame e fu eletto membro della Gennett Records Walk of Fame.
- Nel 2008, Jelly Roll Morton fu introdotto nella Louisiana Music Hall of Fame.[5]
- Nel 2005, Jelly Roll Morton fu premiato con il Grammy Award alla carriera.